# Gas Gas EC
La Gas Gas EC è una serie di motociclette con motore a due tempi della casa motociclistica spagnola Gas Gas per l'enduro.

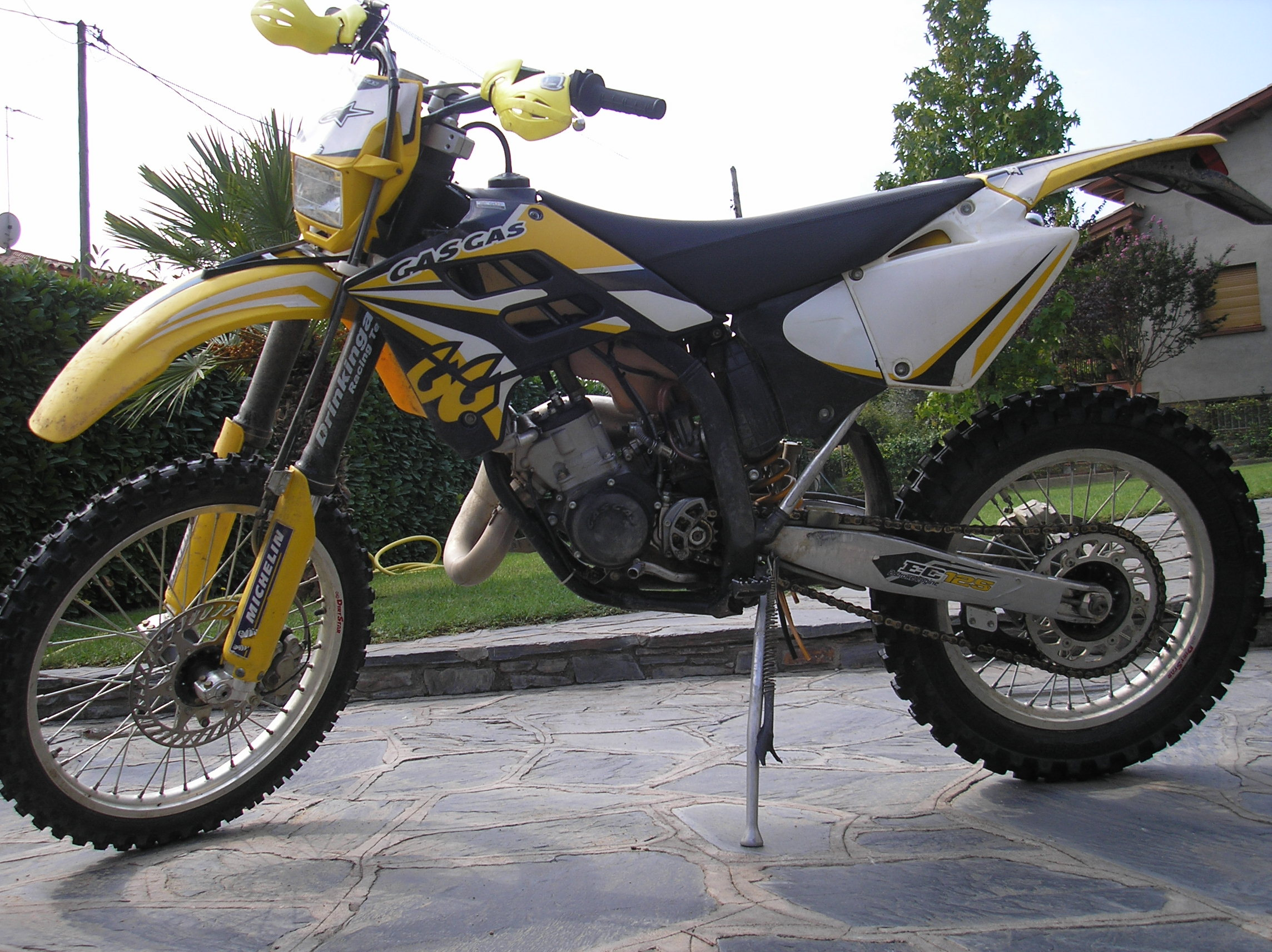
Gas Gas EC 125 2006

La Gas Gas della serie EC ha prodotto tre cilindrate non presenti nella serie "MC" destinata al motocross (80, 200 e 300cm³), mentre non ha mai presentato la 65 in questa versione.
Questa serie è stata accompagnata a partire dal 2003 dalla serie EC FSE che si contraddistingue per il motore a quattro tempi.

## Cilindrate
EC 50
Prodotta dal 2001 fino al 2005 sia nella versione "Rookie" (dimensioni standard) che "Boy" (minimoto), mentre nel 2006 ultimo anno di produzione è stata presentata solo nella versione "Boy".
Nel 2005 la versione Rookie adotta la forcella normale al posto della rovesciata.
EC 80
Prodotta dal 1993 al 1994
EC 125
Prodotta dal 1989
EC 200
Prodotta dal 1999
EC 250
Prodotta dal 1989
EC 300
Prodotta dal 1999